# Hugo Aguilar
Hugo Heliodoro Aguilar Naranjo (Suaita, Santander, 4 de enero de 1952) es un coronel retirado de la policía, empresario y político colombiano. 
Alcanzó el grado de Coronel de la Policía Nacional en el año 2006 por decreto del gobierno de Álvaro Uribe; fue el comandante operativo del Bloque de Búsqueda que dio de baja al jefe del Cartel de Medellín, Pablo Escobar. Después sería diputado (2001-2002) y gobernador de Santander (2004-2007), además de padre de dos gobernadores del mismo departamento.  
En 2011, fue destituido e inhabilitado por la Procuraduría para el ejercicio de cargos públicos por 20 años, al concluir que tuvo nexos con el grupo paramilitar Autodefensas Unidas de Colombia (AUC), por los mismos hechos fue condenado en el año 2013 a 9 años de prisión por la Corte Suprema de Jusiticia. Sin embargo, Aguilar sostiene ser inocente y haber sido una persecución política por parte de algunos políticos liberales de Santander como Horacio Serpa y Hugo Serrano.
El 23 de enero de 2024, compareció en audiencia única de aporte a la verdad ante la Jurisdicción Especial para la Paz (JEP), donde rindió contundentes declaraciones sobre el Bloque de Búsqueda, la creación de Los Pepes por parte de la propia Policía Nacional y la penetración del paramilitarismo en Santander. En su intervención sostuvo su inocencia frente a cualquier colaboración directa con dichos grupos armados, alegando que su apoyo fue únicamente indirecto y en respuesta a la compleja situación que enfrentaba el departamento. El 28 de abril de 2025, la Corte Suprema de Justicia absolvió a Hugo Aguilar en un proceso relacionado con un contrato sin cumplimiento de requisitos legales y un presunto peculado por apropiación.

## Biografía
Hugo Aguilar es hijo de Ciro Aguilar Garavito y Blanca Naranjo Coronado. Fue estudiante del colegio Lucas Caballero Barrera de Suaita y del Instituto Antonio Nariño de Moniquirá. Ingresó a la Escuela de Cadetes de Policía 'General Santander' de Bogotá el 11 de enero de 1975, obteniendo el grado de subteniente el 5 de noviembre de 1976 como parte del curso 39 de oficiales.

### Carrera en la policía de Colombia

#### Cargos y especialidades[9]
Se desempeñó como oficial de la Estación de Policía de Chapinero en Bogotá en 1977; comandante de la compañía de auxiliares bachilleres del Departamento de Policía Magdalena en 1978; miembro del Servicio de Inteligencia Judicial e Investigación de Bogotá en 1979; oficial de la Escuela de Carabineros Alejandro Gutiérrez de Manizales, edecán del gobernador de Caldas y Teniente efectivo en 1980; comandante de Policía de Carurú, Mapiripán y Miraflores (Guaviare), y de Tolú (Sucre); alumno de los cursos de contraguerrilla, lancero, granadero, antiexplosivos, carabinero, operaciones especiales y pistola libre; ascendido a capitán en 1980 y destinado como comandante de contraguerrillas para la zona de despeje de Florida, Pradera y Miranda (Valle del Cauca); comandante de Policía de Buga; oficial de planta de la Escuela General Santander; alumno de operaciones especiales de la Guardia Civil Española y especialista en criminología en la Universidad Complutense de Madrid en 1987; comandante del Cuerpo de Operaciones Especiales COPES; jefe de seguridad de la Escuela General Santander; Mayor en 1989; especialista en profesorado de enseñanza universitaria en la Universidad de Belgrano (1991); especialista en criminalística del Instituto Universitario de la Policía Federal Argentina (1992); jefe de inteligencia de Medellín; comandante operativo del Bloque de Búsqueda contra el Cartel de Medellín; alumno de comando de estado mayor y problemas latinoamericanos de Fort Benning (Columbus) y teniente coronel en 1994, rango en el que solicitó el retiro del servicio activo.

#### Comandante de Contraguerrillas
Cuando el gobierno de Belisario Betancur adelantaba negociaciones de paz con la guerrilla del Movimiento 19 de abril (M-19); Aguilar fue designado con el grado de capitán para los de Florida, Pradera y Miranda en Valle del Cauca y Cauca con dos grupos de policías de contraguerrilla, en donde recuperó el control de la zona y dio de baja a varios guerrilleros y capturó a 19, contándose entre ellos el posterior desmovilizado y político Carlos Alonso Lucio, quien quedó en libertad con sus compañeros luego de una orden presidencial.

#### Bloque de Búsqueda
Su acción públicamente recordada tuvo lugar el 2 de diciembre de 1993, cuando daría de baja al jefe del Cártel de Medellín, Pablo Escobar Gaviria, como integrante del Bloque de Búsqueda. Fue entonces cuando conoció a los jefes paramilitares y narcotraficantes Carlos Castaño y alias Don Berna, que le ayudaron a seguir la pista de Pablo Escobar.
En esa búsqueda por dar con Escobar, Aguilar reveló que el Bloque de Búsqueda tenía alianzas con hombres de los hermanos Castaño, los Galeano (otro clan mafioso de los años 80) y los del Cartel de Cali. Entre todos, realizaron masacres y asesinatos. Aguilar, como ejemplo, contó que uno de esos hechos violentos fue la masacre en la discoteca Oporto, ocurrida el 23 de junio de 1990.

### Distinciones y condecoraciones
La Policía Nacional le confirió las condecoraciones "estrella cívica categoría comendador"; "al valor primera clase" en tres ocasiones, "medalla de servicios categoría A" 15 años, "servicios distinguidos categoría A" en tres ocasiones, "cruz al mérito policial" en dos ocasiones, "mérito docente Gabriel González" y "medalla Carlos Holguín Mallarino". El Ejército Nacional le confirió en dos oportunidades la medalla de servicios distinguidos en orden público.

En junio de 2006, el gobierno de Álvaro Uribe le confirió el grado honorario de coronel efectivo, cuando Aguilar se desempeñaba como gobernador de Santander. 

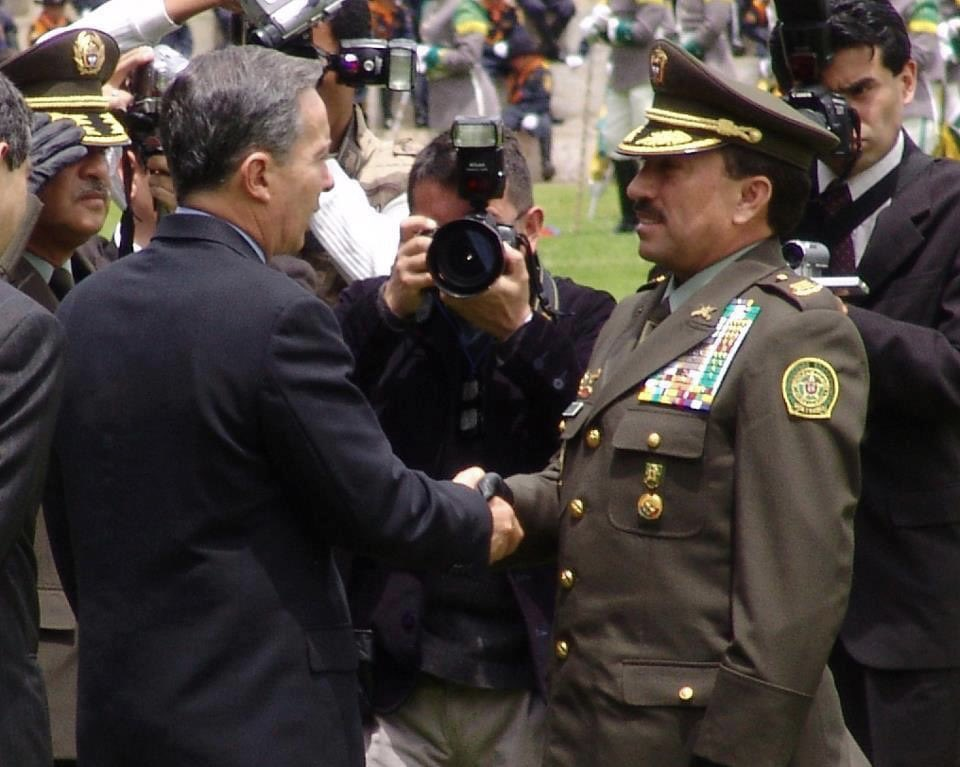
Aguilar recibe su ascenso al grado de Coronel de la policía, por parte del entonces presidente Álvaro Uribe.

### Trayectoria empresarial
Aguilar es licenciado en Administración Educativa y profesional en administración de empresas de la Universidad de San Buenaventura; carreras que sirvieron para ejercer la docencia universitaria y asesorar con éxito empresas agropecuarias y comerciales, especialmente en el departamento de Santander. Tales resultados le permitieron ocupar la presidencia de la Federación Nacional de Comerciantes capítulos Guanentá y Comunera, y representar al sector productivo en la junta directiva de la Corporación Ambiental de Santander (CAS). Continuó su formación especializándose en gerencia pública de la Universidad Industrial de Santander y de administración de entidades de salud.

### Carrera política

#### Primeras campañas
El coronel Aguilar incursionó en política aspirando a la alcaldía de Suaita y al Concejo de San Gil, sin resultar elegido para dichas posiciones. En 2001 con aval del Partido Convergencia Ciudadana, logró el respaldo de 17 mil santandereanos para convertirse en diputado a la Asamblea del departamento. 

#### Gobernador de Santander
Las condiciones de seguridad, administrativas y financieras tenían a Santander en los últimos puestos del país, lo que impulsó a Aguilar a renunciar a su curul de diputado en 2002 y presentar su nombre a la Gobernación de Santander para las elecciones de octubre de 2003, en las que derrotó al candidato del Partido Liberal, que llevaba una hegemonía de 17 años controlando a la entidad territorial.
Como primer gobernador independiente de los partidos políticos tradicionales en la historia de Santander; Aguilar estableció un programa de gobierno que denominó 'Santander en Serio', fundamentado en los pilares del cumplimiento de las promesas de campaña, recuperación del orden público y la seguridad, saneamiento de las finanzas públicas, implementación de sistemas de calidad y transparencia, e instauración de la inversión social en todos los municipios del territorio, así como la promoción económica del departamento por medio de la actividad turística.
Hugo Aguilar gestionó y financió con recursos de regalías el Parque nacional del Chicamocha como motor de activación de un centro turístico erigido en el cañón del Chicamocha y que redujera la dependencia petrolera; pavimentó 230 kilómetros de vías; implementó dos agencias de desarrollo económico local para las provincias de Soto y Vélez y restauró el orden público de la jurisdicción, que en 2003 contaba 9 frentes de organizaciones armadas criminales.
Aguilar gestionó la identidad y sentido de pertenencia del Departamento, institucionalizando el 13 de mayo como día de la santandereanidad y promoviendo una cátedra sobre el departamento en las instituciones públicas. También institucionalizó el escudo del Santander; la creación de los Núcleos de Desarrollo Provincial como modelo de organización del territorio; la norma de calidad ISO 9000 y SGP1000 en contratación y manejo financiero; recuperación del parque interactivo de ciencia y tecnología Neomundo en Bucaramanga; sistematización del manejo financiero; construcción de una planta procesadora de cacao para Santander y la recuperación y gestión de culminación del proyecto del puente Barrancabermeja-Yondó sobre el río Magdalena.
Su gabinete de secretarios estuvo integrado por Oscar Josué Reyes Cárdenas, Didier Alberto Tavera Amado, Rafael Valero Cetina y Manuel Enrique Niño Gómez en Gobierno; Emilia Lucía Ospina Cadavid en Hacienda; Ricardo Flórez Rueda y Cristian Rojas Hernández en Salud; Bonel Patiño Noreña, Héctor Murillo, Zoraida Celis Carrillo, Clara Isabel Rodríguez Serrano y Milce Idárraga de González en Educación; Adolfo Pinilla Plata y Rafael Valero Cetina en Infaestructura; Luis Antonio Mesías Velasco y Luis Emilio Rojas Pabón en Planeación; Didier Alberto Tavera Amado, Juan Carlos Sierra Ayala, Guillermo Henrique Gómez París, Samuel Prada Cobos y Holger Díaz Hernández en Desarrollo; Víctor Hugo Morales Núñez e Iván Darío Porras Gómez en Agricultura y Desarrollo Rural; Juana Yolanda Bazán Achury y Gladys Elfidia Ballesteros Miranda en General; Gilberto Tirado Pardo, Mary Matilde Quijano Orduz y María Aidé Afanador Moreno en Privada; y Jorge Céspedes Camacho y Oscar Alfonso Téllez Valenzuela en Jurídica.

### Sanción y condena por el proceso de la parapolítica
Al inicio de una nueva campaña para aspirar a la Gobernación de Santander, el 31 de enero de 2011 fue destituido e inhabilitado por la Procuraduría General de la Nación para el ejercicio de cargos públicos por un periodo de 20 años, al concluir que tuvo nexos con el grupo paramilitar Autodefensas Unidas de Colombia. Dentro del proceso penal por el mismo caso, le fue expedida una orden de captura que se hizo efectiva en julio del mismo año, en pleno proceso electoral en el que impulsaba el nombre de su hijo Richard Aguilar a la Gobernación de Santander, quien resultó ganador en las elecciones de octubre de 2011.
Trece meses después de haber sido detenido, y basada únicamente en el testimonio del comandante paramilitar Salvatore Mancuso, la Corte Suprema de Justicia condenó al coronel Aguilar a 9 años de prisión por el delito de concierto para delinquir agravado, pena que cumplió hasta marzo de 2015 cuando le fue otorgada la libertad condicional, beneficio que le fue revocado a solicitud de la Procuraduría General de la Nación en diciembre de 2019. Aguilar siempre ha defendido su inocencia.
En 2018, el exgobernador Aguilar fue capturado por supuestamente haber utilizado el nombre de 2 personas para ocultar 1.803 millones de pesos colombianos (aproximadamente $630.000 dólares). y fue dejado en libertad a los pocos días, manteniéndose el proceso en su contra vigente.

## Obra
Aguilar escribió el libro titulado "Así Maté a Pablo Escobar", editado por Planeta en 2015 y con registro de ventas en Colombia, Perú, España y Alemania.

## En la cultura popular
La trayectoria como Policía del coronel Hugo Aguilar, ha sido llevada a la televisión colombiana e internacional en los siguientes seriados y por los siguientes personajes: 
| Productor          | año  | Título de la Serie         | Personaje                | Actor              |
| ------------------ | ---- | -------------------------- | ------------------------ | ------------------ |
| Discovery Channel  | 2007 | Pablo Escobar, la muerte   | Captain Aguilar          | Sergio de la Rocha |
| Caracol Televisión | 2012 | Escobar, el patrón del mal | Mayor Hugo Aguilar       | Mario Ruíz         |
| RCN Televisión     | 2016 | Bloque de Búsqueda         | Capitán Gavilán          | Sebastián Martínez |
| Fox Telecolombia   | 2019 | El general Naranjo         | Coronel Santiago Fonseca | Aldemar Correa     |